# Notocelia culminana
Notocelia culminana is een vlinder uit de familie van de bladrollers (Tortricidae). De wetenschappelijke naam van de soort is voor het eerst geldig gepubliceerd in 1879 door Walsingham.